# Mythologie inuite

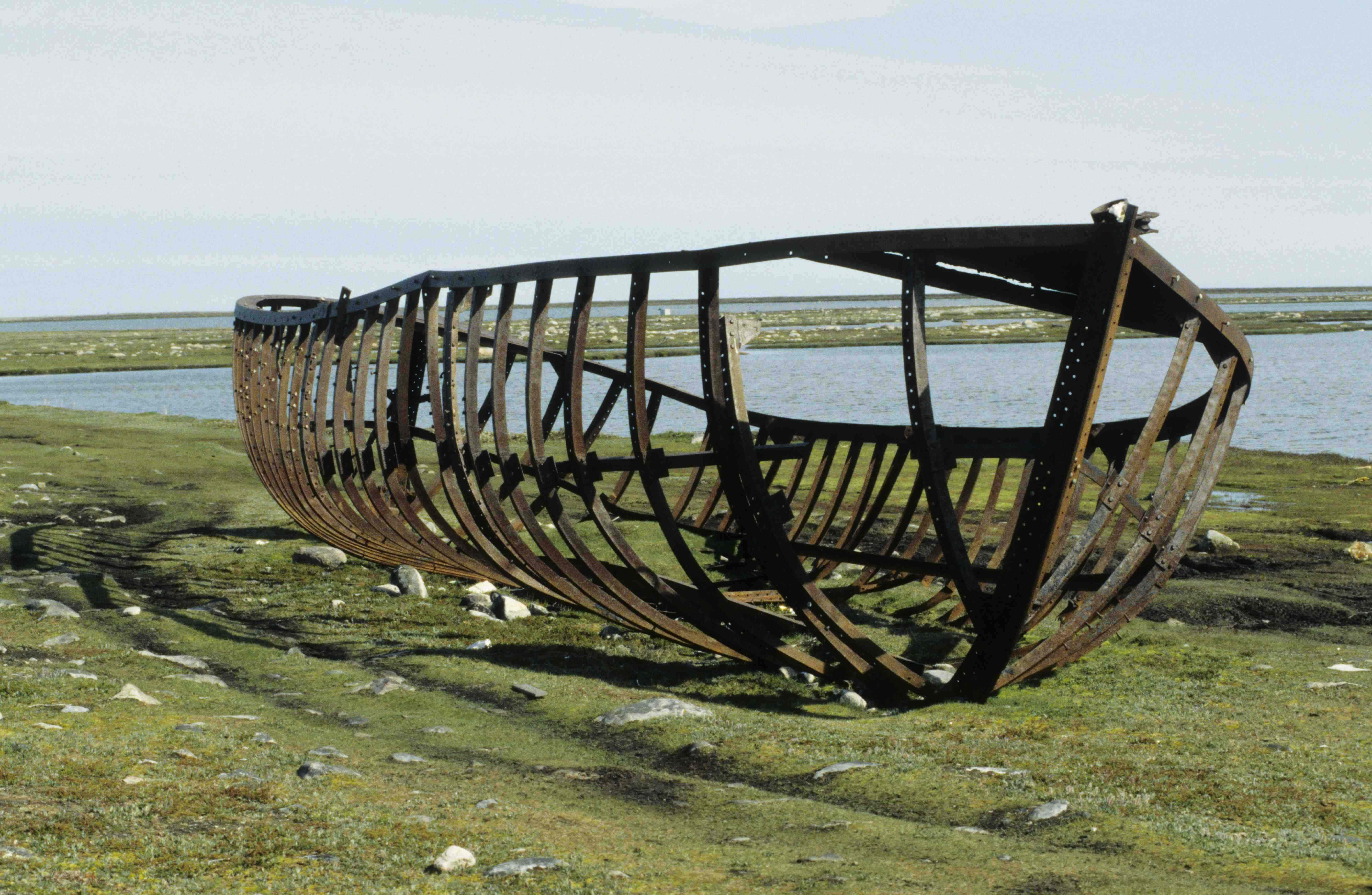
Paysage de l'environnement difficile qui a fortement influencé la mythologie inuite

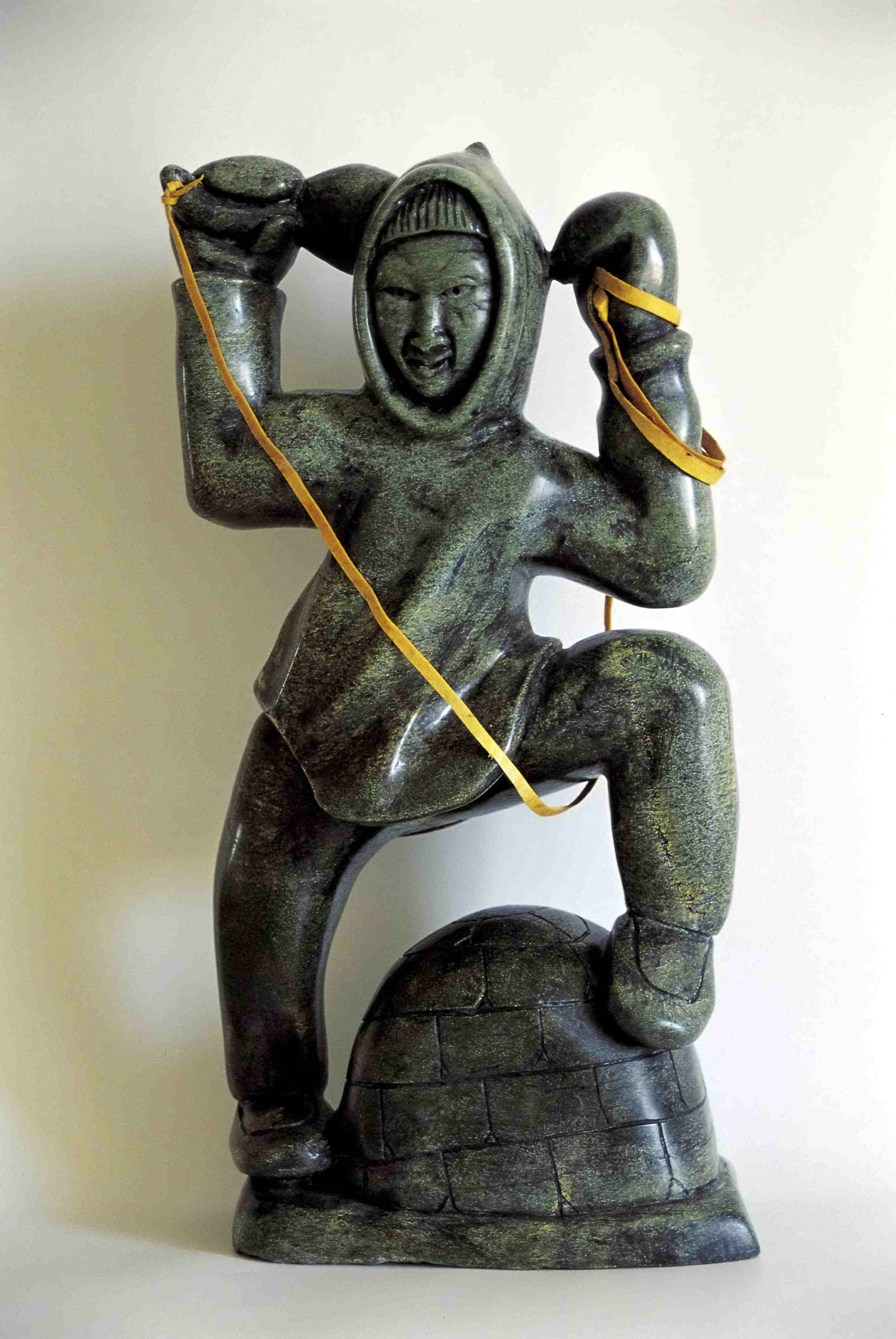
Géant détruisant un igloo, statue en serpentine avec lacet en cuir.

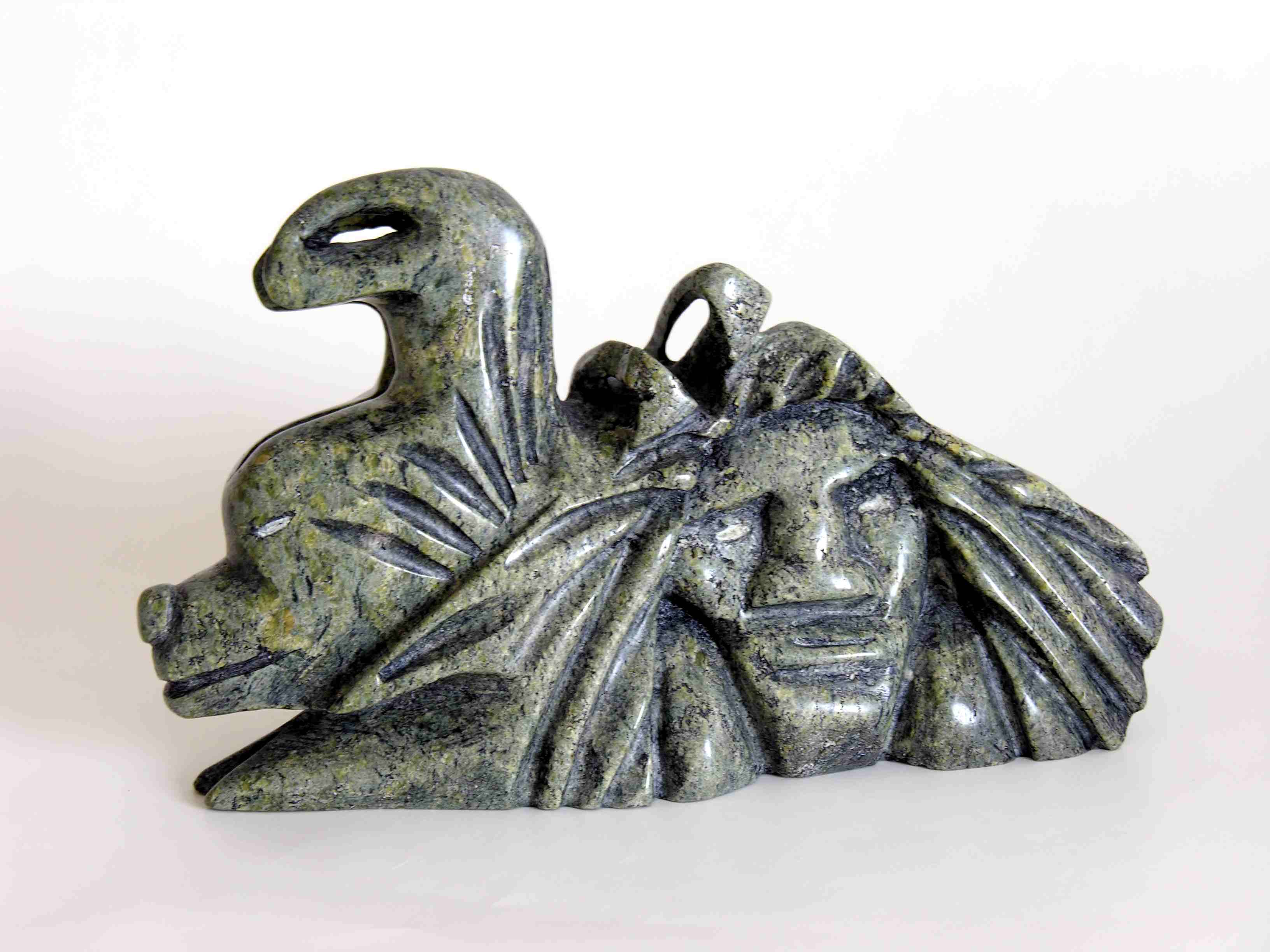
Figurine inuite

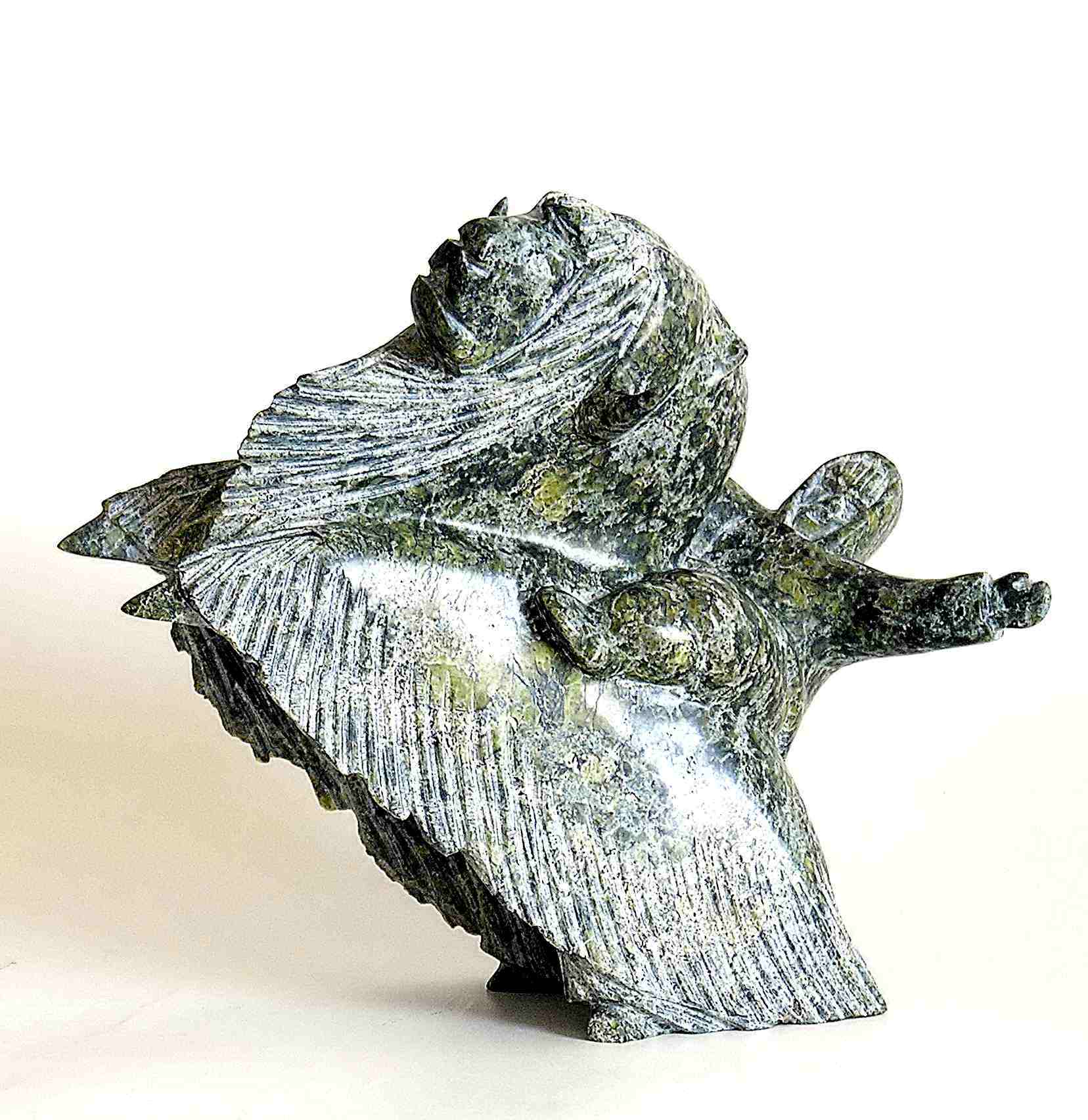
Figurine inuite

La mythologie inuite connaît plusieurs similitudes avec certaines religions d'autres régions polaires. Des pratiques en matière religieuses traditionnelles des Inuits pourraient être très brièvement récapitulées comme une forme de chamanisme basée sur des principes animistes.
À bien des égards, la mythologie inuite étend un peu les limites de la mythologie[C'est-à-dire ?]. Quoique le système religieux dominant aujourd'hui parmi les Inuits soit le christianisme, beaucoup d'entre eux tiennent encore à quelques croyances traditionnelles. Certains[Qui ?] pensent que les Inuits ont adapté leurs croyances traditionnelles au christianisme, tandis que d'autres[Qui ?] pensent qu'ils ont adapté le christianisme à leurs croyances traditionnelles.
La cosmologie inuite n'est pas une religion dans le sens théologique du terme, elle est similaire à ce que beaucoup définissent comme de la mythologie, sauf qu'il y a une narrative sur le monde et le rôle des personnes dans ce monde. L'écrivaine inuite Rachel Attituq Qitsualik a dit : « Le cosmos inuit n'est régi par personne. Il n'y a pas de figures divines maternelles ou paternelles. Il n'y a pas de dieux du vent ou des créateurs du Soleil. Il n'y a pas de punitions éternelles dans l'au-delà, tout comme il n'y a pas de punition pour les enfants ou adultes ici, aujourd'hui. »
En effet, dans les histoires traditionnelles, les rituels et les tabous des Inuits sont tellement imbriqués dans la culture de précaution et de protection imposée par leur environnement hostile qu'on peut se demander s'ils ont vraiment des « croyances » ou une religion. Le guide inuit de l'explorateur Knud Rasmussen, Aua (un chaman), lui répondit : « Nous ne croyons pas. Nous avons peur », quand celui-ci lui posa des questions sur ses croyances. Vivant dans un monde varié et irrégulier, les Inuits ne vénéraient traditionnellement rien, mais ils avaient beaucoup peur. Certains auteurs discutent sur les conclusions qu'on peut tirer des paroles d'Aua, car le chaman était sous l'influence des missionnaires chrétiens et se convertit plus tard au christianisme. Ces auteurs disent que les personnes converties voient souvent les idées en polarisation et contrastes. Leur étude analyse également les croyances de plusieurs groupes inuits, concluant (entre autres choses) que la peur n'était pas diffuse.

## Cosmogonie inuit
(avril 2017).
La genèse du monde telle qu'elle est racontée chez les Inuits ne comporte pas de meurtre rituel du père, contrairement aux cosmogonies de nombreux autres peuples : Titanomachie chez les Grecs (dans une perspective cyclique), meurtre d'Ymir chez les Vikings (démembrement d'un géant primordial). Il n'existe pas de chaos ou de vide initial d'où émerge le monde. Au commencement, il y a un Homme et une Femme, sans créateur divin et sans créature animale.
La Femme demanda à Kaïla, dieu du ciel, de peupler la terre. Il l'envoya creuser un trou dans la banquise pour y pêcher. La Femme sortit alors du trou, un à un, tous les animaux. Le caribou fut le dernier. Kaïla lui dit que le caribou était son cadeau, le plus beau qu'il puisse faire, car il nourrirait son peuple. Le caribou se multiplia et les fils purent le chasser, manger sa chair, se vêtir et confectionner des tentes avec sa peau.
Cependant, les fils de la Femme choisissaient toujours les caribous gros et gras. Un jour, il ne resta plus que les faibles et les malades dont les Inuits ne voulurent pas. La Femme se plaignit alors à Kaïla, qui la renvoya sur la banquise. Elle y pêcha l'esprit loup, envoyé par Amarok, pour qu'il mange les animaux faibles et malades. C'est pour cela que, selon la mythologie inuit, « le caribou nourrit le loup, mais c’est le loup qui maintient le caribou en bonne santé ».

## Anirniit
Les Inuits croyaient qu'à l'instar des humains, toute chose possède un esprit ou une âme (en inuktitut anirniq, « souffle », au pluriel anirniit), et que ces esprits perdurent après la mort — croyance commune à la plupart des cultures. Cette foi en l'omniprésence des esprits — base structurelle de la mythologie inuite — n'était cependant pas sans conséquence. Une expression inuite affirme en effet : « Le grand danger de notre existence réside dans le fait que notre régime alimentaire est entièrement constitué d'âmes. » Ainsi, pour celui qui croit que chaque chose a une âme équivalente à l'âme humaine, tuer un animal revient quasiment à tuer un homme. Et une fois l’anirniq du mort (animal ou humain) libéré, il est libre de se venger. Cet esprit ne peut alors être apaisé que par l'observance des coutumes, en évitant d'enfreindre des tabous et en pratiquant les rituels adaptés.
La vie rude et hasardeuse dans l'Arctique aurait conduit les Inuits à craindre constamment des forces invisibles. Une succession d'événements fâcheux suffisait en effet à condamner la communauté entière, et implorer des forces invisibles potentiellement courroucées et vengeresses au nom de la survie quotidienne serait la conséquence naturelle d'une existence précaire, y compris dans nos sociétés modernes. Pour un Inuit, offenser un anirniq revenait à risquer l'extinction. Dans la société inuite, le rôle principal du chaman (angakkuq) était de conseiller chacun et de rappeler à tous l'obéissance aux rituels et tabous, afin d'apaiser les esprits que lui seul pouvait voir et contacter.
Les anirniit étaient considérés comme des éléments de la silla — leur environnement céleste ou aérien, auquel ils étaient simplement empruntés. Bien qu'individuel et modelé par le corps vivant qu'il occupe, l’anirniq d'une personne fait en même temps partie d'un tout transcendant. Ceci permettait aux Inuits d'emprunter les pouvoirs ou les caractéristiques d'un anirniq en prenant son nom. De plus, les esprits d'une classe donnée — tels que mammifères aquatiques, ours polaires ou plantes — passaient pour être en quelque sorte un seul et même esprit, pouvant donc être invoqué à travers une sorte de gardien ou de maître en relation avec cette classe. Parfois, l’anirniq d'un humain ou d'un animal devenait une figure respectée ou influente, au travers d'un haut fait relaté dans un conte traditionnel. Dans d'autres cas, c'était un tuurngaq malfaisant, tel que décrit ci-dessous.
À l'avènement du christianisme chez les Inuits, anirniq a pris le sens chrétien du mot « âme », formant la racine d'autres vocables chrétiens : anirnisiaq signifiant « ange », et « Dieu » pouvant être traduit par anirnialuk — « le grand esprit ».

## Tuurngait
Certains esprits n'étaient pas liés à des corps physiques. Appelés tuurngait (au singulier : tuurngaq), ils étaient perçus comme maléfiques et monstrueux, responsables des expéditions de chasse ratées et des outils cassés. Ils pouvaient posséder les humains, comme raconté dans l'histoire d'Atanarjuat. Les chamans étaient capables de les combattre, de les exorciser, ou de les éloigner par des rituels, mais ils pouvaient aussi les capturer et les asservir afin de les utiliser pour combattre des tuurngait libres.
À l'avènement du christianisme, le mot tuurngaq est également devenu l'équivalent du « démon » chrétien.

## Angakuit

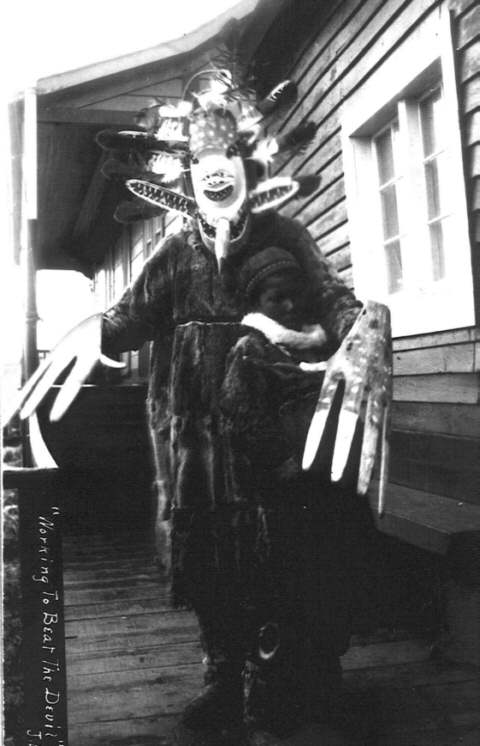
Debout devant une maison de bois, un personnage vêtu de fourrures et au visage entièrement dissimulé par un grand masque. Il porte de grandes mains plates en bois. Un enfant est debout contre lui (c'est le malade). À gauche de la photo, verticalement, les mots anglais Working to Beat the Devil. (années 1890).

Le chaman (en inuktitut : angakuq, parfois orthographié angakok ; au pluriel angakuit) d'une communauté n'en était pas le chef, mais une espèce de guérisseur et psychothérapeute qui pouvait guérir les blessures physiques, offrir des conseils et invoquer les esprits pour aider les humains ; il pouvait aussi combattre les esprits ou les éloigner. Son rôle était de regarder, interpréter et encourager ce qui est subtil ou invisible. Les chamans n'étaient pas entraînés : on les pensait nés avec les capacités de chamans qu'ils montreraient au fur et à mesure qu'ils grandiraient. La musique de tambour rythmique, les chants et les danses étaient souvent utilisés pendant le travail du chaman. L'illumination (en inuktitut qaumaniq) était souvent utilisée par les chamans pour décrire une aura spirituelle qui, si elle était enlevée ou détruite, pouvait entraîner la mort.
La fonction du chaman n'est presque plus visible dans la société inuite christianisée.

## Dieux
Les Inuits n'avaient tout simplement pas de dieux, mais on voit souvent des noms de traditions inuites appelés dieux dans les médias non-inuites. Ce qu'ils avaient étaient des figures, qui sont vues ailleurs dans des histoires d'horreur : des êtres méchants, invisibles, vengeurs, arbitraires et très puissants qui étaient soit des tuurngait, soit des anirniit animaux ou humains particulièrement puissants devenus des entités craintes à cause d'une histoire d'abus ou d'horreur.
Parmi eux, on trouve Sedna (ou Sanna, Nerrivik, Arnarquagssaq, ou Nuliajuk), maître des animaux aquatiques ; Nanuq (ou Nanuuq, Nanook…), maître des ours polaires ; Tekkeitsertok, maître des caribous ; et Amarok, maître des loups.